# (2090) Mizuho
(2090) Mizuho ist ein Asteroid des äußeren Hauptgürtels, der am 12. März 1978 vom japanischen Astronomen Takeshi Urata an der JCPM Yakiimo Station in Shimizu, Präfektur Shizuoka (IAU-Code 885) entdeckt wurde. Die Entdeckung von (2090) Mizuho war die erste Asteroidenentdeckung durch einen Amateurastronomen seit mehr als einem halben Jahrhundert. In einem Artikel aus dem Jahre 1994 wird darüber spekuliert, dass die Entdeckung einen Boom an Asteroidenentdeckungen durch Amateurastronomen in Japan ausgelöst habe.
Sichtungen des Asteroiden hatte es vorher schon mehrere gegeben: unter anderem im September 1937 unter der vorläufigen Bezeichnung 1937 RE am Krim-Observatorium in Simejis, im August und September 1942 (1942 PG) am Union-Observatorium in Johannesburg, am 28. April 1952 (1952 HA4) am McDonald-Observatorium in Texas, am 6. September 1953 (1953 RT) am Palomar-Observatorium in Kalifornien, von September bis November 1953 (1953 TP) sowie am 3. November 1959 (1959 VD) und 4. Oktober 1964 (1964 TE) am Goethe-Link-Observatorium in Indiana und am 26. November 1970 (1970 WV) am Krim-Observatorium in Nautschnyj.
Nach der Spektralklasse wird (2090) Mizuho den S-Asteroiden zugerechnet.
Die Lichtkurve von (2090) Mizuho wurde vom 8. bis 24. April 2010 von James Bransfield am 36-cm-Schmidt-Cassegrain-Teleskop des Via-Capote-Observatoriums in Thousand Oaks, Kalifornien untersucht. Die Rotationsperiode wurde mit 5,47 Stunden bestimmt, die Qualität der Beobachtungen reichte jedoch nicht für einen verlässlichen Wert aus.
(2090) Mizuho befindet sich wie unter anderem die Asteroiden (95) Arethusa und (423) Diotima in einer 1+3-1-Bahnresonanz mit Jupiter und Saturn.
Mittlere Sonnenentfernung (große Halbachse), Exzentrizität und Neigung der Bahnebene von (2090) Mizuho entsprechen grob der Eos-Familie, einer Gruppe von Asteroiden, welche typischerweise große Halbachsen von 2,95 bis 3,1 AE aufweisen, nach innen begrenzt von der Kirkwoodlücke der 7:3-Resonanz mit Jupiter, sowie Bahnneigungen zwischen 8° und 12°. Die Gruppe ist nach dem Asteroiden (221) Eos benannt. Es wird vermutet, dass die Familie vor mehr als einer Milliarde Jahren durch eine Kollision entstanden ist.
(2090) Mizuho wurde am 1. September 1978 von Takeshi Urata nach seiner Tochter benannt.